# Lincity
Lincity (às vezes escrito como LinCity) é um jogo gratuito de simulação de construção e gerenciamento, que põe o jogador no controle da gestão de cada aspecto sócio-econômico de uma cidade. O nome do jogo vem de um trocadilho com o título do clássico simulador de cidades SimCity. Lançado sob os termos da GNU General Public License, Lincity é considerado software livre pela Free Software Foundation.
Em 2005 surgiu o LinCity-NG, uma versão aprimorada do Lincity original.

## Jogabilidade

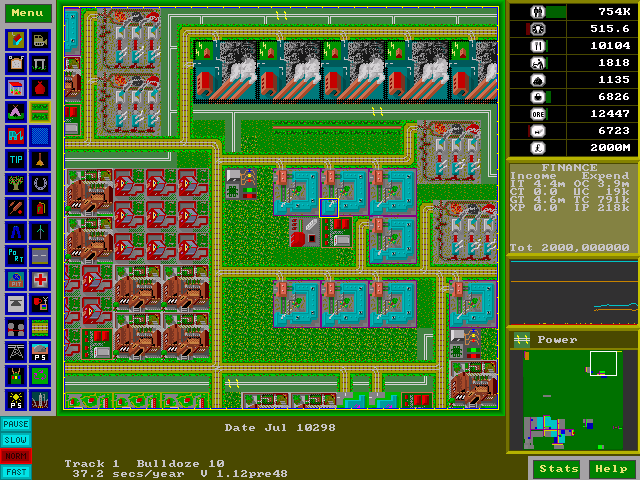
Uma imagem do LinCity original

Lincity é um jogo simulador de cidades e países, similar em conceito a SimCity. O jogador pode desenvolver uma cidade através da compra de edifícios apropriados, serviços e infraestrutura.
A simulação leva em conta a população, emprego, distribuição de saneamento básico e ecologia, produtos (disponibilidade e produção), matéria-prima (minérios, aço e carvão), serviços (educação, saúde, proteção contra incêndios e lazer), energia (elétrica e a carvão vegetal, carvão mineral com reservas finitas, solar e eólica) e outros obstáculos como finanças, poluição e transportes.
Vários indicadores são disponibilizados com minimapas ou estatísticas. O jogador tem de tomar conta do crescimento populacional e vários balanços sócio-econômicos.
Lincity pode ser vencido de dois modos: alcançando o desenvolvimento sustentável ou evacuando a população inteira com naves espaciais. O site de Lincity tem um salão da fama listando jogadores que obtiveram sucesso em alcançar uma dessas duas metas.

## Desenvolvimento
A versão original do jogo foi intitulada como LinCity, criada por I. J. Peters em 1995. Esta versão pode ser jogada em computadores antigos, sem a necessidade de placa de vídeo 3D, com memória RAM baixa e processador lento. Ele apresenta complexa jogabilidade, com gráficos 2D e visualização de cima para baixo. Foi atualizado pela última vez em agosto de 2004, com algumas poucas mudanças desde 1999.
Lincity foi originalmente projetado para Linux, mas também roda em Windows, BeOS e OS/2, assim como em uma grande variedade de sistemas estilo Unix. Apesar disso só roda no Mac OS X quando compilado na fonte usando GCC e usando X11.app para rodá-lo. Ele usa SVGALib ou X11 como sua interface gráfica API em sistemas Unix, com uma variedade de versões nativas em plataformas não-Unix.

## Recepção
Um artigo da CNN sobre jogos para Linux destacou a sofisticação de LinCity.

## LinCity-NG

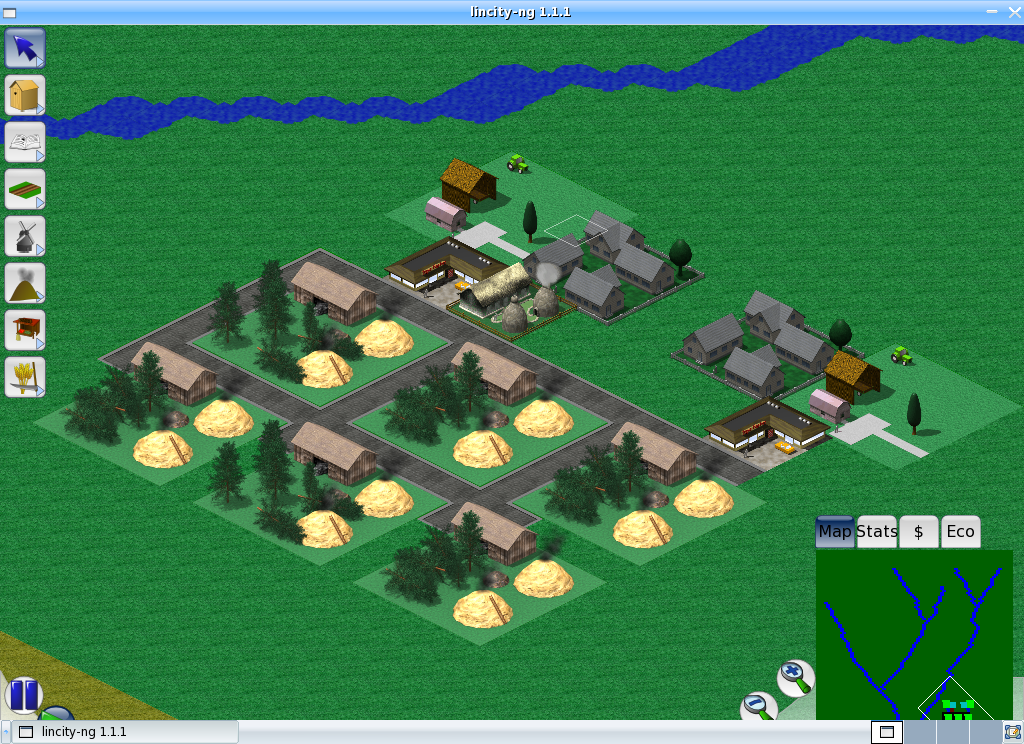
Uma pequena vila rural em LinCity-NG

LinCity-NG é um fork de Lincity e nas palavras dos desenvolvdores é "uma versão polida e aprimorada da versão clássica do jogo." Ela tem novos gráficos e novos sons. A partir do lançamento da versão 1.1.2 a jogabilidade tornou-se idêntica e pode-se carregar arquivos salvos do Lincity clássico.
A versão 2.0 de LinCity-NG adicionou gestão dos recursos hídricos à simulação e ecologia bastante simplista.
Foi lançado sob a GNU General Public License com trabalho artístico com licença dual sob a Creative Commons Attribution/Share-Alike 2.0 license; as fontes DejaVu inclusas são distribuídas sob os próprios termos de licença liberal deles.
LinCity-NG usa SDL e OpenGL, e tem uma visão isométrica.